# Nirmal Purdža
Nirmal Purdža (* 25. července 1983, Mjagdi; nepálsky निर्मल पुर्जा, též Nirmal Purja) je nepálský horolezec, který vystoupil na všech čtrnáct osmitisícovek během šesti měsíců.

## Život a kariéra
Narodil se v distriktu Mjagdi nedaleko hory Dhaulágirí ve výšce 1600 m n. m. a vyrůstal v distriktu Čitvan. V roce 2003 vstoupil do armády a působil v brigádě Gurkhů. Armádu opustil v roce 2018, aby se mohl více věnovat horolezectví. Horolezectví se věnoval od roku 2012, kdy vystoupil bez výraznějších zkušeností na šestitisícovku Lobuche. Na vrcholu osmitisícovky poprvé stál v květnu 2014, kdy vystoupil na Dhaulágirí. O dva roky později vystoupil na Mount Everest. V roce 2018 mu byl udělen Řád britského impéria.
Roku 2019 se rozhodl realizovat plán, podle kterého měl za sedm měsíců vystoupit na všech čtrnáct osmitisícovek. Během jednoho měsíce od 23. dubna do 24. května vystoupil na prvních šest vrcholů – Annapurnu (23. dubna), Dhaulágirí (12. května), Kančendžengu (15. května), Lhoce a Mount Everest (oba 22. května) a Makalu (24. května). Projekt pokračoval v červenci 2019, kdy vystoupil na pákistánské hory Nanga Parbat (3. července), Gašerbrum I (15. července), Gašerbrum II (18. července), K2 (24. července) a Broad Peak (26. července). Třetí fáze proběhla v září a říjnu 2019. Během ní vystoupil na Čo Oju (23. září), Manáslu (27. září) a Šiša Pangmu (29. října). Celý projekt mu zabral 189 dnů. Před Purjou byl rekord ve zdolávání osmitisícovek více než sedm let.